# Mercuria confusa
Mercuria confusa is een slakkensoort uit de familie van de Hydrobiidae. De wetenschappelijke naam van de soort werd in 1863 voor het eerst geldig gepubliceerd door Georg von Frauenfeld. Tot 2017 had het getijdeslakje dat in Nederland voorkomt deze wetenschappelijke naam. De soort is een synoniem van Mercuria similis.